# جيمس فورد رودس
جيمس فورد رودس (بالإنجليزية: James Ford Rhodes)‏ هو كاتب ومؤرخ أمريكي، ولد في 1 مايو 1848 في كليفلاند في الولايات المتحدة، وتوفي في 22 يناير 1927 في بروكلين في الولايات المتحدة.

## وصلات خارجية
- جيمس فورد رودس على موقع الموسوعة البريطانية (الإنجليزية)
- جيمس فورد رودس على موقع إن إن دي بي (الإنجليزية)